# Confederación Argentina de Básquetbol
La Confederación Argentina de Básquetbol (CAB), anteriormente (CABB) es el organismo que rige la Selección Nacional de Argentina y las competencias nacionales de clubes de básquet. Pertenece a la asociación continental FIBA Américas y se encuentra asociada al Comité Olímpico Argentino. Fue fundada el 30 de agosto de 1929, tiene su domicilio legal en la calle Montevideo 496 piso 9 de la Ciudad Autónoma de Buenos Aires. Es una de las ocho asociaciones nacionales que fundaron la FIBA.
Cuenta con 944 clubes inscriptos y 108 238 jugadores registrados a diciembre de 2024.

## Historia

### Problemas económicos e intervención
En el transcurso del 2014, Luis Scola, como capitán del equipo, dio a conocer que había una falta de pago por parte de la CABB a jugadores que habían pasado por el seleccionado argentino. La suma era de 25 millones de pesos supuestamente, y los inconvenientes habrían comenzado con la gestión de Germán Vaccaro al frente de la confederación. Además de la falta de pago, se hizo público también la falta de seguros. Más tarde, la confederación firmó un acuerdo con la Asociación de Clubes para realizar el pago pertinente.
El 28 de mayo comenzó un nuevo ciclo en la confederación, destacándose una auditoría externa, el cambio de presidente y un proyecto para contratar un gerente administrativo.
En agosto del 2014 fue intervenida por el gobierno nacional debido a la «delicada situación económica e institucional». Federico Susbielles fue designado interventor del organismo por un período de 180 días.
Una vez realizada una auditoría, se hizo pública una deuda de 33.390.302,03 pesos aún con balances durante 2012 y 2013 positivos aprobados. La deuda se divide en 5 millones a jugadores, 4,8 millones en cheques rechazados, 4,1 en alquiler del Pro Enter y 2,8 de deuda a FIBA Américas entre otros. Además se descubrió la falta de cierta cantidad de trofeos, como réplicas de medallas doradas o la Copa del Mundo de 1950.

A partir de hoy nos enfocamos en el futuro. La semana que viene ya comenzaremos a hablar sobre un nuevo sistema de trabajo en la Selección. Debemos buscar un espacio común de gestión. Hoy hay un 80% o 90% de visión común. No tenemos fórmulas mágicas, hay que trabajar con coherencia. Para salir adelante se precisa una CABB más transparente, más democrática. Creo que en un tiempo podemos ser la entidad deportiva más democrática de todo el país.
Vamos a tener que hacer plazos y quites, pero creo que las empresas y los sponsors nos van a seguir acompañando, porque muchos están muy relacionados al básquet. La CABB es superavitaria. Calculamos que el próximo año, sin ingresos extraordinarios, va a generer entre 4 y 5 millones de pesos en ganancias
Federico Susbielles, interventor.

Era evidente que las cosas no estaban bien desde hace un tiempo. Creo que el proceso fue lógico. Desde mi punto de vista, hay heridas que va a costar cerrar. Por lo que fue la situación que se vivió, sobre todo. Ojalá se esclarezca todo. Yo siempre digo que la transparencia y la rendición de cuentas son determinantes en cualquier entidad pública o asociación civil.
Héctor Campana, exjugador nacional.

## Federaciones
La CAB está compuesta por las veinticuatro federaciones provinciales afiliadas, así como también por la Asociación de Clubes de Básquetbol.
Para las veinticuatro federaciones provinciales, de las cuales veintidós corresponden a la totalidad de 22 provincias, una al interior de la Provincia de Buenos Aires y la restante abarca tanto a toda la Ciudad Autónoma de Buenos Aires como a sus alrededores, el área metropolitana de Buenos Aires. La CABB organiza distintos campeonatos, ya sea para mayores o divisiones inferiores, para básquetbol masculino o femenino.
A diferencia de la rama masculina, el básquet femenino posee una sola federación nacional.
Dicho lo anterior, existen las siguientes federaciones:
| - Federación de Básquet de la Provincia de Buenos Aires - Federación de Básquetbol de la Provincia de Catamarca - Federación Chaqueña de Básquet - Federación de Básquet del Chubut - Federación de Básquetbol de la Provincia de Córdoba - Federación de Básquetbol de la Provincia de Corrientes - Federación de Básquetbol de Entre Ríos - Federación de Básquet Área Metropolitana de Buenos Aires - Federación Formoseña de Básquetbol - Federación de Básquetbol de Jujuy - Federación Pampeana de Básquetbol - Federación Riojana de Básquetbol | - Federación de Básquet Provincia de Mendoza - Federación Misionera de Básquetbol - Federación de Básquetbol de Neuquén - Federación de Básquetbol de la Provincia de Río Negro - Federación Salteña de Básquetbol - Federación de Básquetbol de San Juan - Federación de Básquetbol de la Provincia de San Luis - Federación de Básquet de Santa Cruz - Federación de Básquetbol de la Provincia de Santa Fe - Federación Santiagueña de Básquetbol - Federación de Básquetbol de Tierra del Fuego - Federación de Básquetbol de la Provincia de Tucumán |

## Torneos organizados

### Para clubes
Así como la CABB esta compuestas por las veinticuatro federaciones provinciales afiliadas, también lo esta por la Asociación de Clubes de Básquetbol, la cual está encargada de la organización de los dos campeonatos masculinos a nivel de clubes más importantes del país, la Liga Nacional de Básquet y la Liga Argentina. La CABB organiza el tercer campeonato masculino nacional más importante a nivel de clubes, la Liga Federal de Básquetbol. También organiza campeonatos femeninos a nivel de clubes, entre estos están la Liga Femenina de Básquetbol y la Liga Federal Femenina de Básquetbol.
Además de los ya mencionados, la confederación organiza torneos para divisiones inferiores, ya sea a nivel federaciones o clubes. A nivel de clubes, y en categorías formativas, la CABB organiza cuatro campeonatos de clubes masculinos (U-19, U-17, U-15 y U-13) y uno para baloncesto femenino (U-17).
Campeonatos masculinos
- Liga Nacional de Básquet, Primera División (organizada por la Asociación de Clubes)
- Liga Argentina, Segunda División (organizada por la Asociación de Clubes)
- Liga Federal de Básquetbol, Tercera División

Campeonatos femeninos
- Liga Femenina de Básquetbol, Primera División (organizada por la Asociación de Clubes)
- Liga Federal Femenina de Básquetbol, Segunda División

### Para federaciones
A nivel federaciones, se organiza el Campeonato Argentino de Básquet, el cual ya lleva más de ochenta ediciones.

## Datos de la asociación

### Ranking masculino FIBA
Actualizado tras la ventana de Marzo 2025 (25 Feb. 2022).
| Pos. | País           | Puntos |
| ---- | -------------- | ------ |
| 1    | Estados Unidos | 840.1  |
| 2    | Serbia         | 761.1  |
| 3    | Alemania       | 757.3  |
| ...  |                |        |
| 7    | Australia      | 733.1  |
| 8    | Argentina      | 732.5  |
| 9    | Letonia        | 716.3  |

Fuente: fiba.basketball

### Ranking femenino FIBA
Actualizado tras la Copa del Mundo Femenina FIBA (01 Oct. 2022).
| Pos.  | País           | Puntos |
| ----- | -------------- | ------ |
| 1     | Estados Unidos | 848.8  |
| 2     | China          | 676.5  |
| 3     | Australia      | 668.3  |
| . . . |                |        |
| 29    | Nueva Zelanda  | 225.7  |
| 30    | Argentina      | 224.6  |
| 31    | Senegal        | 223.3  |

Fuente: fiba.basketball